# Pietra leccese
le pietre a Lecce crea l'alma Natura:

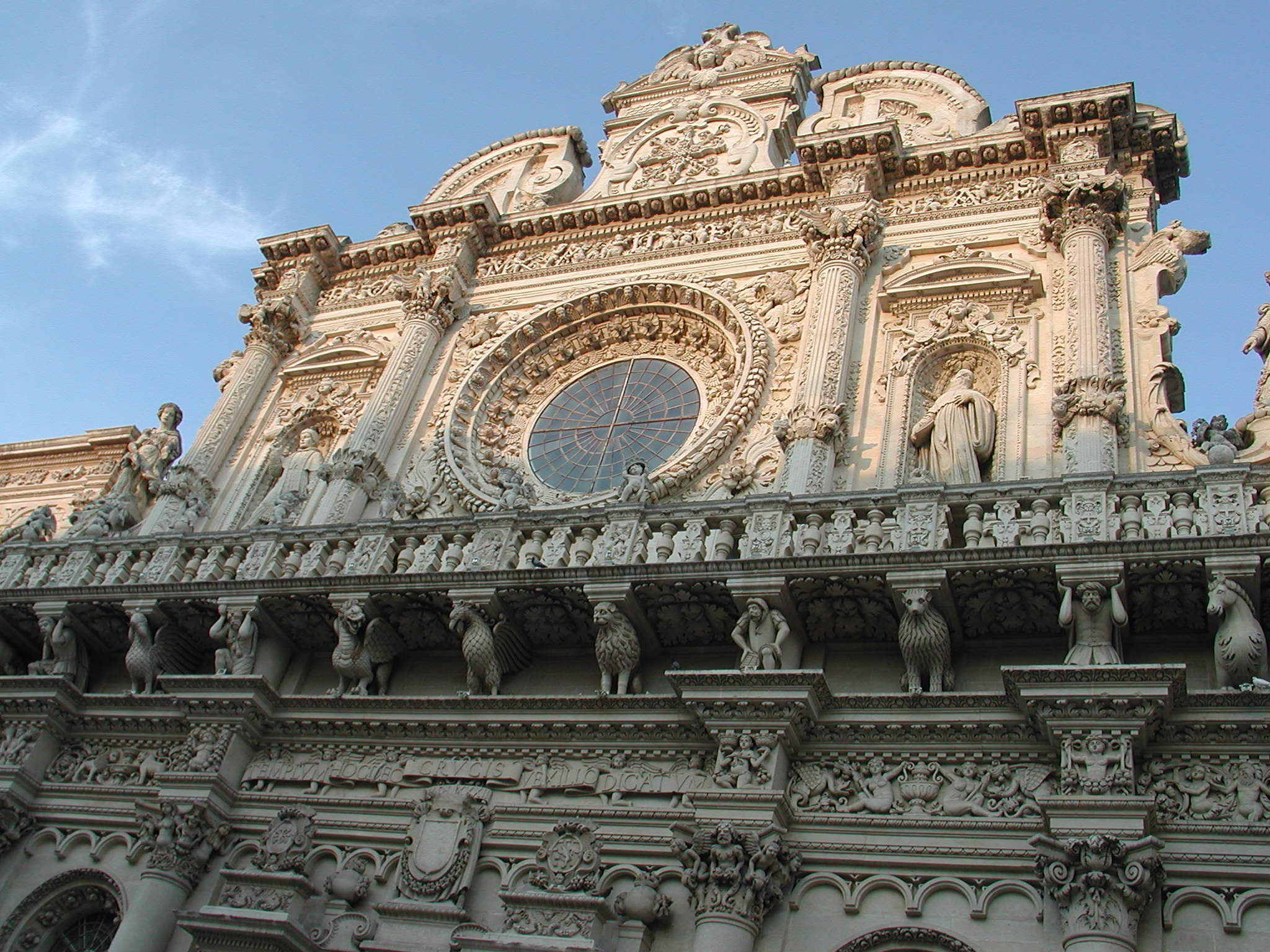
Facciata della Chiesa di Santa Croce (Lecce) in pietra leccese

ma poiché son rescise, in loro passa

virtute, che le pregia, e che l'indura:

mirabili a vederle, ò se vi si lassa

scelti lavor la dedala scultura,

ò se ne fanno i dorici Architetti

gran frontespitij con superbi aspetti.»
(Ascanio Grandi, I fasti sacri, 1635)
La pietra leccese (in dialetto salentino leccisu) è una roccia calcarea appartenente al gruppo delle calcareniti marnose e risalente al periodo miocenico. È un litotipo tipico della regione salentina, noto soprattutto per la sua facilità di lavorazione.

## Composizione ed estrazione
Questa roccia ha una composizione piuttosto omogenea infatti l'esame petrografico rivela che è costituita principalmente da carbonato di calcio (CaCO3) sotto forma di granuli di calcare (costituito da microfossili e frammenti di macrofossili di fauna marina, risalenti a circa sei milioni di anni fa) e di cemento calcitico, a cui accessoriamente si possono trovare glauconite, quarzo, vari feldspati e fosfati, oltre a sostanze argillose finemente disperse (caolinite, smectite e clorite), che, nelle diverse miscele, danno origine a differenti qualità della roccia.
La pietra leccese affiora naturalmente dal terreno e si estrae dal sottosuolo in enormi cave a cielo aperto, profonde fino a cinquanta metri e diffuse su tutto il territorio salentino, in particolare nei comuni di Lecce, Corigliano d'Otranto, Melpignano, Cursi e Maglie. Il leccisu viene ricavato in forma di parallelepipedi di varia dimensione; l'estrazione è semplice poiché si lascia incidere facilmente. Durezza e resistenza della pietra, una volta estratta, crescono con il passare del tempo, e nella consolidazione la pietra assume una tonalità di colore ambrato simile a quella del miele. Di colore dal bianco al giallo paglierino, la roccia si presenta compatta e di grana fine, a differenza del carparo, altro litotipo affine rinvenibile nella stessa zona.

## Utilizzo
Utilizzata sia in campo architettonico che scultoreo, la pietra leccese deve la sua particolare lavorabilità alla presenza di argilla, che permette un modellamento al tornio e persino manuale. Apprezzata in campo artistico, ha raggiunto stima internazionale grazie all'artigianato locale che nel corso dei secoli ha prodotto la complessa architettura del Barocco leccese. Esempi significativi sono i fregi, i capitelli, i pinnacoli e i rosoni che decorano molti dei palazzi e delle chiese di Lecce, come ad esempio il palazzo dei Celestini e l'adiacente Chiesa di Santa Croce, la Chiesa di Santa Chiara e il Duomo.  
La natura stessa della pietra la rende molto sensibile all'azione meccanica degli agenti atmosferici, all'umidità di risalita del terreno, alla stagnazione di acqua e allo smog. Per rendere il leccisu più resistente alle intemperie, i maestri scultori dell'epoca barocca usavano trattare la roccia con del latte vaccino o caprino; latte di calce. Il blocco di pietra leccese veniva spugnato o immerso interamente nel liquido; il lattosio, penetrando all'interno delle porosità, creava uno strato impermeabile che preservava la pietra fino a portarla, quasi inalterata, ai giorni nostri.
Nota sin dall'antichità, nella Terra d'Otranto si ritrovano dolmen, menhir, statue e costruzioni romane fabbricati in leccisu. I suoi primi studi geologici risalgono alla seconda metà del XVI secolo, ma si deve a Gian Battista Brocchi, nel suo studio sulla configurazione geologica salentina (1818), l'identificazione, la prima datazione (fra Secondario e Terziario) e l'origine del nome della pietra leccese. Al suo interno, cavatori e paleontologi hanno rinvenuto fossili rilevanti di cefalopodi, delfini, capodogli, denti di squali, pesci, tartarughe e coccodrilli. Attualmente, l'artigianato della pietra leccese produce souvenir e opere d'arte.

## Galleria d'immagini

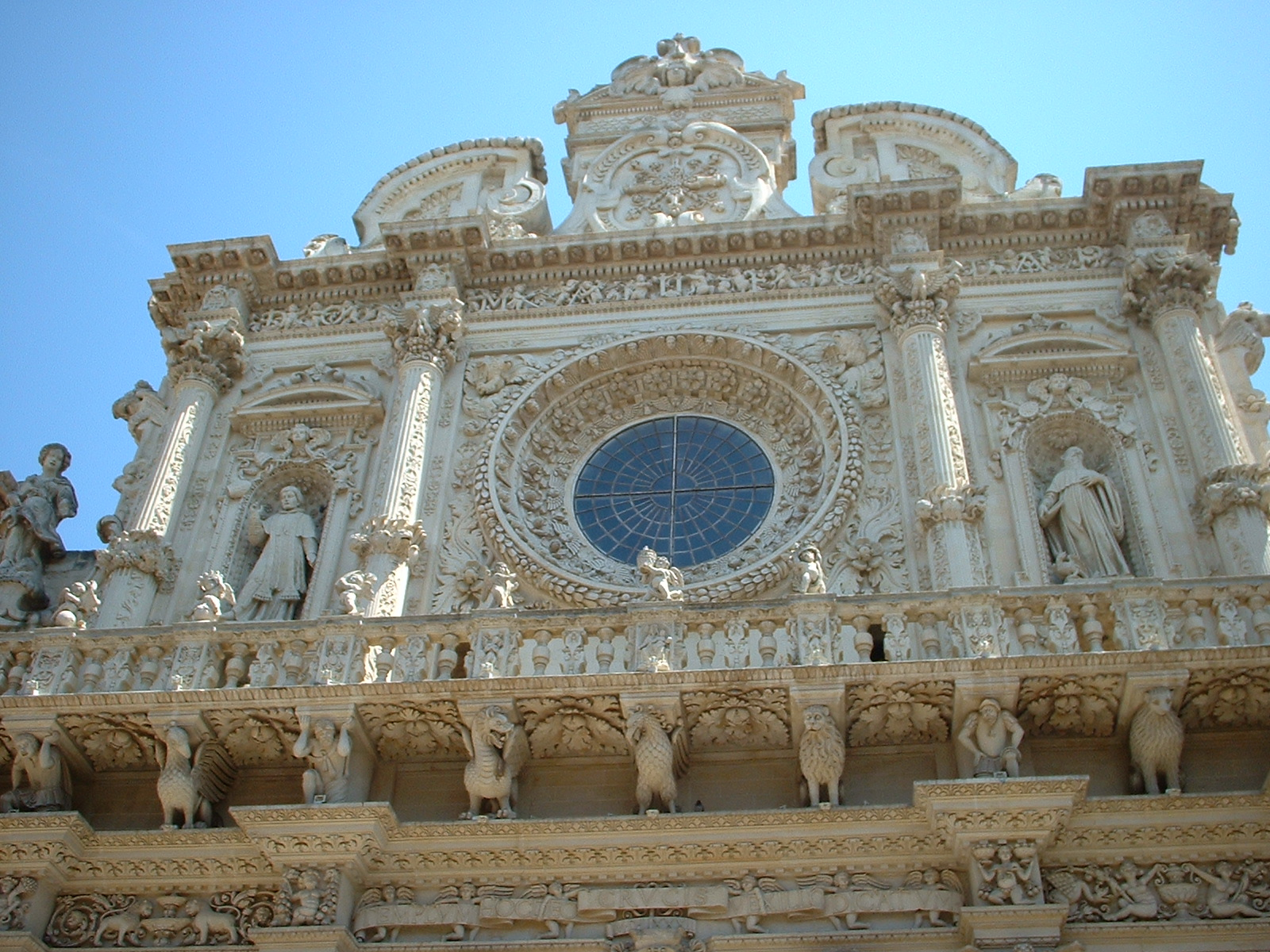
Altra immagine di Santa Croce
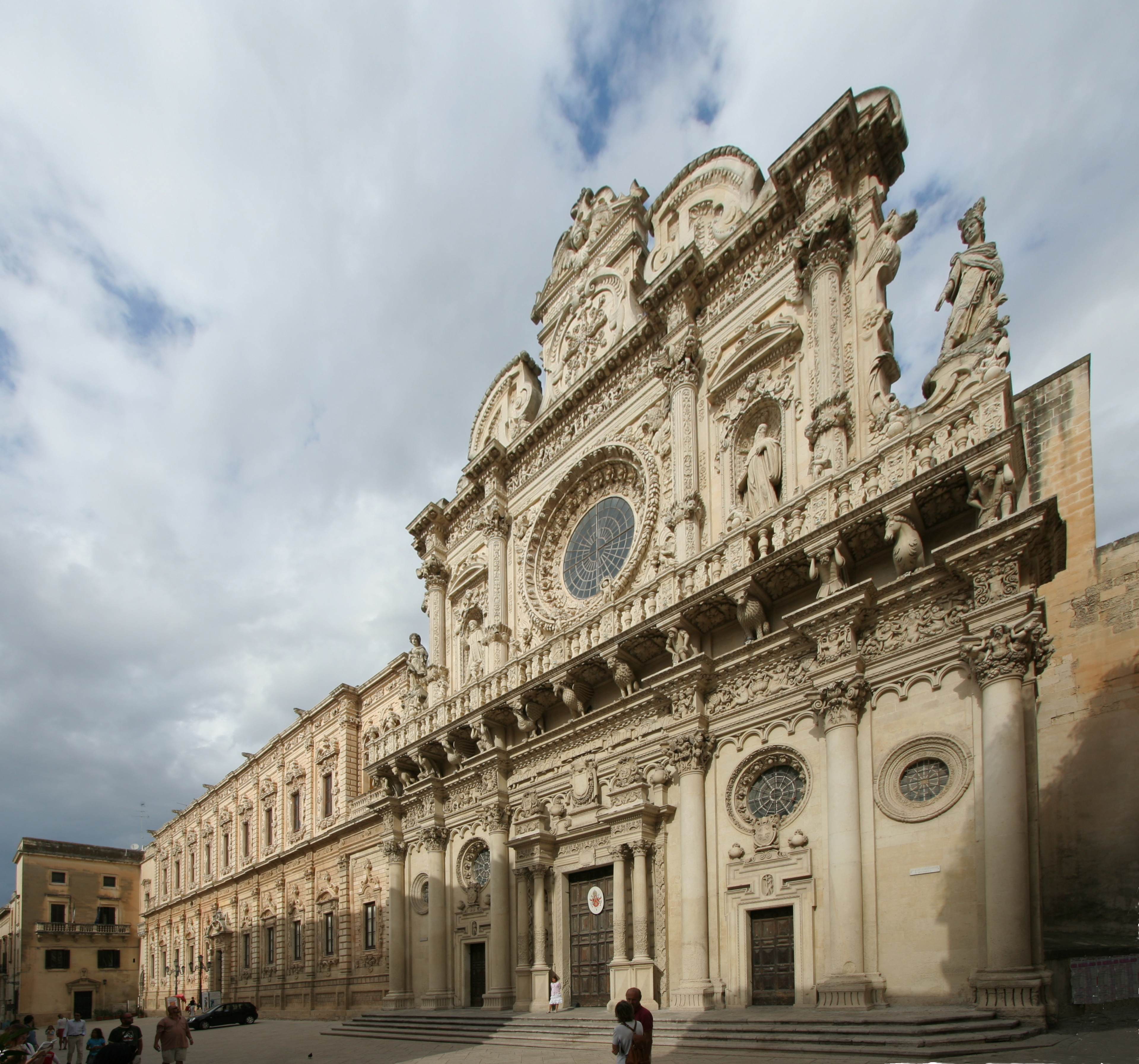
Veduta complessiva
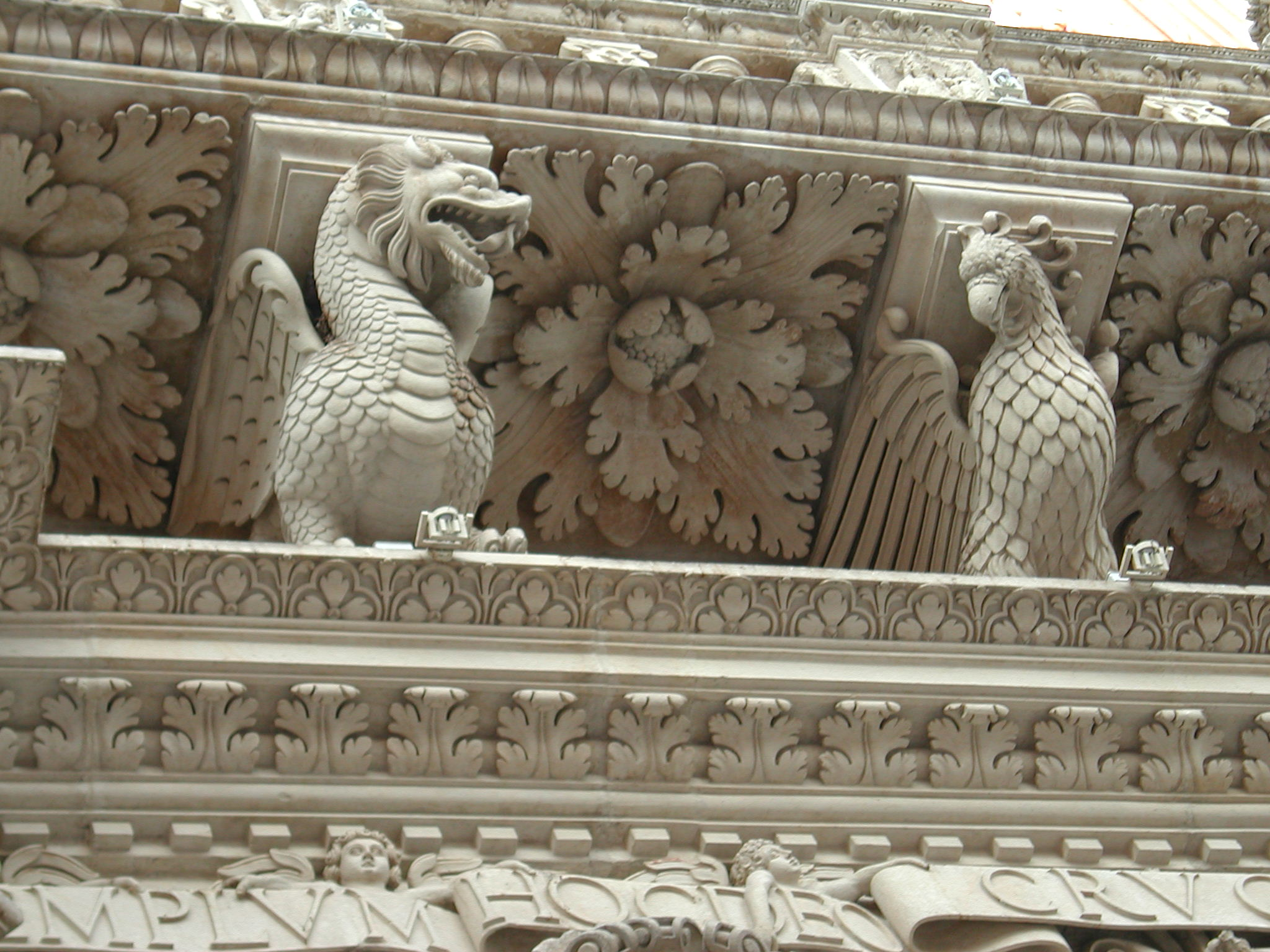
Particolare della facciata